# KDM (menedżer logowania)
KDM (ang. KDE Display Manager) – menedżer logowania dla systemów uniksopodobnych będący w KDE zastępcą XDM, z którego się wywodzi. Jest jednym z głównych komponentów KDE Plasma Workspaces, jednakże umożliwia uruchomienie innych interfejsów graficznych opartych na X11.
Umożliwia użytkownikom logowanie się za pomocą nazwy użytkownika i hasła oraz uruchomienie sesji. Tak jak KDE, został napisany z użyciem biblioteki Qt oraz może być skonfigurowany z poziomu Ustawień systemu. Pozwala to również na obsługę motywów oraz obrazów użytkownika.
Domyślnie okno logowania ma po lewej stronie listę użytkowników identyfikowanych przez „pełne imię“ oraz opcjonalnie mały obrazek wybrany przez niego samego lub administratora. Po prawej stronie jest powitanie i obrazek, który może być zastąpiony przez zegar analogowy. Pod tym jest pole na nazwę użytkownika, a poniżej na hasło. Na niektórych systemach będzie na dole widoczny wybór sesji umożliwiający wybranie środowiska, z którym chce pracować użytkownik, a obok menu umożliwiające wyłączenie komputera, ponowne uruchomienie, ponowne uruchomienie serwera X11 lub uruchomienie narzędzia do zarządzania użytkownikami oraz data wraz z godziną. 

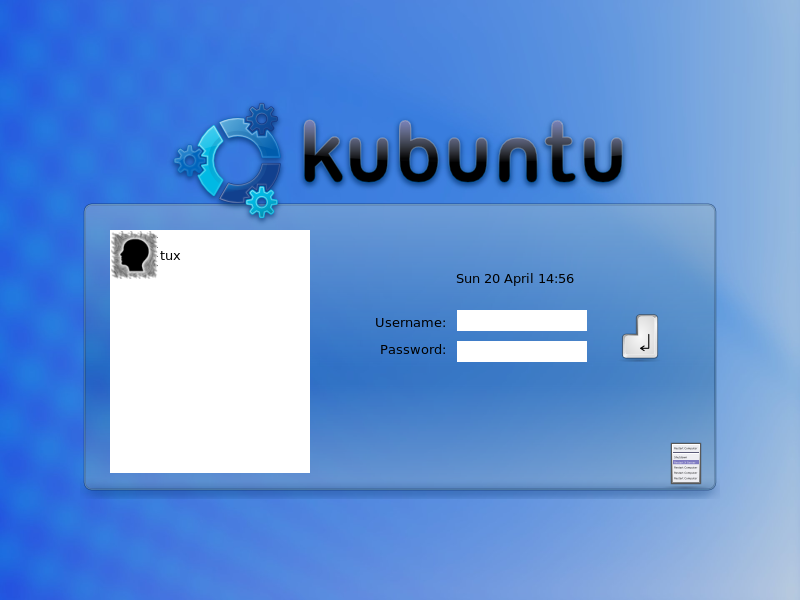
Ekran logowania na Kubuntu 8.04
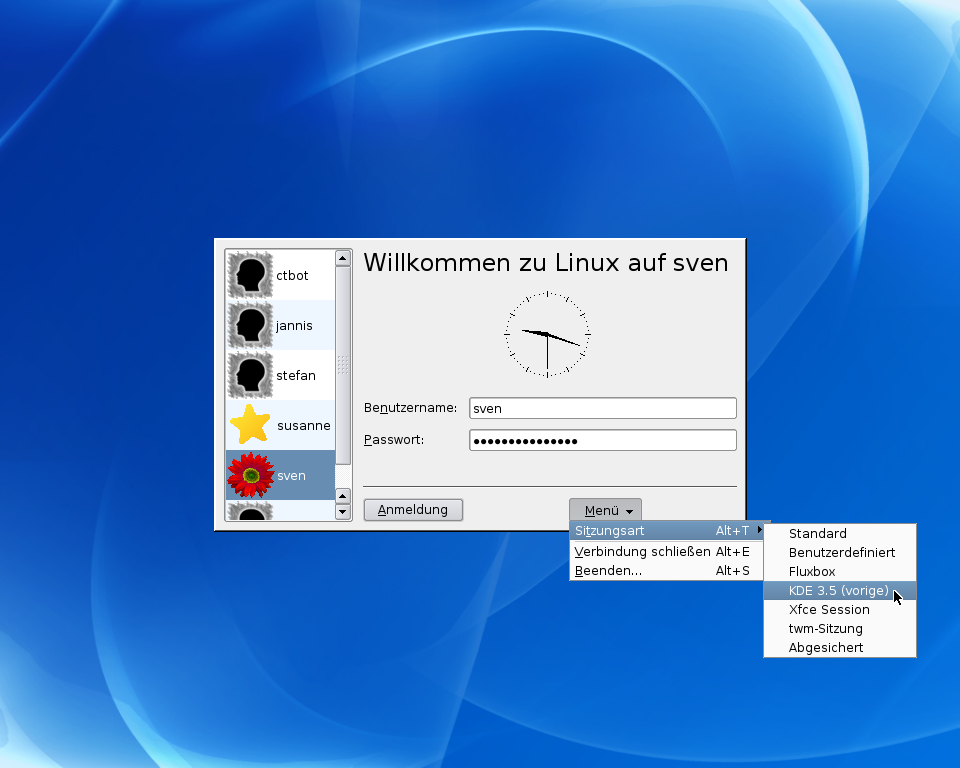
Ekran logowania w KDM 3.5